# Nathalie Colin-Oesterlé
Pour les articles homonymes, voir Colin.
Nathalie Colin-Oesterlé, née le 5 mai 1965 à Ollioules (Var), est une femme politique française.

## Biographie

### Situation personnelle
Nathalie Colin-Oesterlé est la fille de l'homme politique français Daniel Colin.
Elle effectue des études de droit à l'université Panthéon-Assas, à Paris, où elle sort diplômée de droit notarial, avant de s'installer à Metz.

### Parcours politique
Nathalie Colin-Oesterlé est élue en 2001 conseillère municipale de la ville de Metz[source secondaire souhaitée]. À partir de 2008, durant les mandatures de Dominique Gros, elle devient conseillère municipale d'opposition.
Candidate aux élections législatives de 2012 dans la deuxième circonscription de la Moselle, elle obtient 5,62 % des suffrages et est éliminée au premier tour.
En 2015, elle est élue conseillère départementale du canton de Metz-2, en tandem UDI-UMP avec Denis Jacquat, en remportant 53,6 % des voix face au tandem PS Hanifa Guermiti et Jean-Michel Toulouze. Elle est deuxième vice-présidente du conseil départemental de la Moselle depuis mars 2015.
En 2016 à l'occasion des primaires de la droite et du centre elle soutient Bruno Le Maire.
En 2017, cinq ans après sa première candidature à la députation, elle se présente aux élections législatives dans la deuxième circonscription de la Moselle. Elle ne bénéficie pas de l'investiture LR, attribuée à Jean François, dont le suppléant se trouve être son binôme du conseil départemental, à savoir le député sortant Denis Jacquat. Au soir du premier tour, elle termine en cinquième position, en recueillant 8,48 % des suffrages|date=juin 2023.
À l'issue des élections européennes de 2019, elle est élue députée européenne sur la liste Les Républicains-Les Centristes conduite par François-Xavier Bellamy. Conformément à la loi sur le non-cumul des mandats, elle démissionne de son mandat de conseillère départementale.
Elle rejoint le groupe du Parti populaire européen (PPE). Elle siège en tant que membre titulaire dans la commission environnement, santé publique et sécurité alimentaire (ENVI) et en tant que suppléante au sein de la commission des libertés civiles, de la justice et des affaires intérieures (LIBE).[source insuffisante]
En juin 2024, placée 8e sur la liste de François-Xavier Bellamy, elle n’est pas réélue député européenne,. 
Les élections européennes sont suivies par la dissolution de l’Assemblée Nationale, elle décide de se présenter aux élections législatives dans la troisième circonscription de Moselle sous l’étiquette Rassemblement du Centre et de la Droite Républicaine et est élue au second tour face au RN grâce au désistement de Charlotte Leduc, députée LFI sortante.